# Tritaia
Tritaia (in greco Τριταία?) è un ex comune della Grecia nella periferia della Grecia Occidentale (unità periferica dell'Acaia) con 5 462 abitanti secondo i dati del censimento 2001.
È stato soppresso a seguito della riforma amministrativa, detta Programma Callicrate, in vigore dal gennaio 2011 ed è ora compreso nel comune di Erymanthos.

## Località
Tritaia è suddiviso nelle seguenti comunità (i nomi dei villaggi tra parentesi):
- Agia Varvara (Agia Varvara, Galaros)
- Agia Marina (Agia Marina, Kato Agia Marina)
- Al(e)pochori (Alpochori, Agios Dimitrios)
- Chiona
- Drosia (Drosia, Kato Drosia, Koumperi, Pteri)
- Erymantheia
- Kalfas (Kalfas, Masouraiika)
- Manesi Patron (Manesi, Golemi, Kato Mastrantoni, Mastrantonis)
- Roupakia
- Skiadas (Skiadas, Barakes, Karpeta, Pigadia)
- Skouras (Skouras, Kardasi)
- Spartia (Spartia, Kyparissi)
- Stavrodromi (Stavrodromi, Panousaiika, Rachi, Xirochori)
- Velimachi